# Bernard Rossat-Mignod
Bernard Rossat-Mignod (1954) è un ex sciatore alpino francese.

## Biografia
Specialista della discesa libera originario di Flumet, fratello di Roger, a sua volta sciatore alpino, e membro della nazionale francese dal 1973, Rossat-Mignod vinse la medaglia di bronzo ai Campionati francesi 1975 e gareggiò anche in Coppa del Mondo, senza ottenere piazzamenti di rilievo; non prese parte a rassegne olimpiche e non ottenne piazzamenti ai Campionati mondiali.

## Palmarès

### Campionati francesi
- 1 medaglia (dati parziali)[1]:
  - 1 bronzo (discesa libera nel 1975)